# Barbara Junge (Designerin)
Barbara Junge (* 5. September 1972 in Berlin) ist eine deutsche Kommunikationsdesignerin und Professorin für Digitale Medien im Fachgebiet Visuelle Kommunikation der Kunsthochschule Berlin-Weißensee.

## Biografie
Junge studierte von 1994 bis 2001 Kommunikationsdesign und (postgraduiert) Interdisziplinäre Gestaltung an der weißensee kunsthochschule berlin. 2000 gründete sie gemeinsam mit anderen Designern, Künstlern, Kuratoren und Illustratoren (Hans Baltzer, Friedemann Bochow, Michael Rudolph, Carsten Stabenow und Andreas Töpfer) das Gestaltungsbüro Milchhof. Hier ist sie bis heute Partnerin. Das Büro, das sich in der Gestaltung analoger und digitaler Kommunikationsprozesse vor allem im kulturellen Kontext engagiert, erhielt Auszeichnungen und veröffentlichte  Artikel in  Fachzeitschriften und Büchern.
Als Mitbegründerin des eLabs (2010), dem Labor für interaktive Technologien der weißensee kunsthochschule berlin, interessiert sie sich besonders für die Möglichkeitsfelder, Implikationen und Synergien im Bereich der interaktiven Technologien. Für kulturelle Institutionen, Firmen, Verlage, Bildungseinrichtungen und Forschungsstätten gestaltet sie Kommunikationsprozesse in den Bereichen Print, Corporate Design, Webdesign sowie kultureller und sozialer Kommunikation.
Von 2004 an unterrichtete sie als Gastdozentin und Künstlerische Mitarbeiterin Visuelle Kommunikation mit Schwerpunkt Digitale Medien an den Berliner Kunsthochschulen (Universität der Künste Berlin, Kunsthochschule Berlin-Weißensee) und an der Escola Superior de Artes e Design Berlin na Bahia ADBB / Brasilien. Seit 2008 ist sie Professorin für Digitale Medien an der Weißensee Kunsthochschule Berlin, seit 2012 im Vorstand der Mart-Stam-Gesellschaft, dem Förderverein der Weißensee Kunsthochschule.

## Veröffentlichungen
- Zusammen mit Carola Zwick (Produkt-Design), Zane Berzina, (Textil- und Flächendesign), Wim Westerveld (Visuelle Kommunikation) und Walter Scheiffele (Theorie und Geschichte): The digital Turn. 1st Edition Verlag, Zürich 2012, ISBN 978-3-906027-02-9.

## Preise, Stipendien
- 2002 Einjähriges Stipendium „Berliner Programm zur Förderung der Chancengleichheit für Frauen in Forschung und Lehre“
- 2001 Mart Stam Preisträgerin

## Ausstellungen und Vorträge
- 2014 Vortrag „Pausenlos digital“ Konferenz "Dimensions of Pause" am Bauhaus Dessau / Hochschule Anhalt
- 2006 Transmediale Berlin 2006: Mitwirkung mit dem Projekt "Enki 100.net"
- 2003 Ausstellung Mart Stam Preis 2002 (Diplomarbeit) im MINI Berlin
- 2002 Design-Transfergalerie: "Appetizer", Ausstellungsbeteiligung an der Ausstellung zum Thema "Gestaltung rund um das Essen"
- 1997 Beteiligung an der Ausstellung „Man mß sparn wo ma knn“ der Brandenburgischen Kunstsammlungen Cottbus